# ژرمی کورنو
ژرمی کورنو (فرانسوی: Jérémy Cornu‎؛ زادهٔ ۷ اوت ۱۹۹۱) دوچرخه‌سوار اهل فرانسه است.
از باشگاه‌هایی که در آن رکاب زده‌است می‌توان به تیم دوچرخه‌سواری دیرکت انرژی اشاره کرد.